# Band Mato Grosso
Band Mato Grosso é uma emissora de televisão brasileira sediada em Cuiabá, capital do estado do Mato Grosso. Opera no canal 15 (14 UHF digital) e é uma emissora própria da Band.

## História
A Band Mato Grosso entrou no ar em 1 de setembro de 2019 após a TV Cidade Verde Cuiabá se desafiliar da rede paulista. A nova estação cuiabana começou retransmitindo integralmente a programação nacional da Band, inserindo apenas vinhetas de identificação.
A primeira produção local da Band Mato Grosso entrou no ar em julho de 2022, com a exibição do boletim jornalístico Mato Grosso Acontece, apresentado por Andressa Boa Sorte.
Em 22 de julho, foi anunciado que o apresentador Agnelo Corbelino estava deixando a TV Cidade Verde Cuiabá para passar a exibir o programa Passando a Limpo na Band Mato Grosso. A estreia aconteceu em agosto.

## Sinal digital
| PSIP | Canal  | Proporção de tela | Programação                                      |
| ---- | ------ | ----------------- | ------------------------------------------------ |
| 15.1 | 14 UHF | 1080i             | Programação principal da Band Mato Grosso / Band |

## Programas
Além de retransmitir a programação nacional da Band, a Band Mato Grosso exibe os seguintes programas:
- Passando a Limpo: jornalístico, com Agnelo Corbelino;
- Negócios em Foco: jornalístico sobre negócios, com Andressa Boa Sorte;

Outro programa compôs a grade da emissora, e foi descontinuado:
- Mato Grosso Acontece